# Noah Fant
Noah Fant (Omaha, Nebraska, 20 de noviembre de 1997) es un jugador profesional estadounidense de fútbol americano que se desempeña en la posición de tight end en Seattle Seahawks, equipo de la National Football League (NFL).

## Carrera
Fue seleccionado en la primera ronda en la Reunión Anual de Selección de Jugadores de la NFL de 2019. Hizo su debut profesional con el equipo Denver Broncos, en el cual jugó tres temporadas (2019-2022), luego pasó a Seattle Seahawks, donde lleva jugando dos temporadas.